# Alix Delaporte

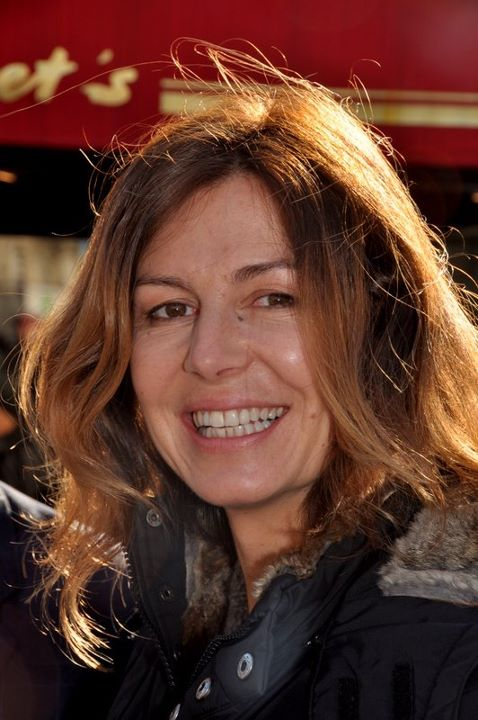
Alix Delaporte 2012

Alix Delaporte (* 1969 in Chatou) ist eine französische Filmregisseurin und Drehbuchautorin.

## Leben
Delaporte studierte von 1988 bis 1989 an der London School of Economics und absolvierte von 1989 bis 1993 ein Masterstudium in Zeitgeschichte. Anschließend kam sie als Journalistin zur Presseagentur Capa und arbeitete hier auch als Kamerafrau. Sie drehte Nachrichten und Porträts, unter anderem für die Sendung Nulle Parts Ailleurs bei Canal Plus. Während der Fußball-Weltmeisterschaft 1998 drehte sie Spielerporträts und lernte dabei Zinédine Zidane kennen, über dessen Karriere sie bis 2001 den Dokumentarfilm Comme dans un rêve drehte.
Von 1999 bis 2000 absolvierte Delaporte an der La fémis unter Jacques Akchoti einen Drehbuchlehrgang. Sie schrieb ihr erstes Drehbuch, das sie 2003 unter dem Titel La Piège und mit Roschdy Zem in der Hauptrolle umsetzte. Ihr zweiter, ebenfalls selbstgeschriebener Kurzfilm Comment on freine dans une descente?, der 2005 erschien, wurde auf den Internationalen Filmfestspielen von Venedig 2006 mit dem Kurzfilmpreis ausgezeichnet. Bei diesem Film hatte sie erstmals mit Darstellerin Clotilde Hesme zusammengearbeitet. Nach verschiedenen Drehbucharbeiten und dem Dokumentarfilm Le dernier match über Zinédine Zidane begann sie mit der Arbeit an ihrem Langfilmdebüt Angèle und Tony. Hesme übernahm  dabei neben Grégory Gadebois die Hauptrolle. Die Handlung spielt an der rauen Küste der Normandie, die Delaporte aus ihrer Kindheit kannte. Ihre Mutter und Großmutter kamen aus der Nähe von Port-en-Bessin, wo Delaporte oft ihre Ferien verbrachte. Hesme und Gadebois erhielten für ihre Leistung in dem 2010 erschienenen Film einen César als beste Nachwuchsdarsteller. Delaporte wurde für einen César in der Kategorie „Bestes Erstlingswerk“ nominiert. Ihre Regiearbeit Le dernier coup de marteau, für die Delaporte auch das Drehbuch verfasste, lief bei den Internationalen Filmfestspielen von Venedig 2014 im Wettbewerb um den Goldenen Löwen. Auch in diesem Film übernahm Clotilde Hesme die weiblichen Hauptrolle.

## Filmografie
- 2001: Comme dans un rêve (Dokumentarfilm)
- 2003: La piège (Kurzfilm)
- 2004: Léa Parker (TV-Serie, 2 Folgen) – nur Drehbuch
- 2004: Plus belle la vie (TV-Serie, 9 Folgen) – nur Drehbuch
- 2005: Comment on freine dans une descente? (Kurzfilm)
- 2007: Le dernier match (Dokumentarfilm)
- 2008: Die schönsten Augen von Portugal (Fortunes) – nur Drehbuch
- 2010: Angèle und Tony (Angèle et Tony)
- 2014: Le dernier coup de marteau

## Auszeichnungen
- 2006: Corta-Cortissimo-Löwe, Internationale Filmfestspiele von Venedig 2006, für Comment on freine dans une descente?
- 2012: César-Nominierung, Bestes Erstlingswerk, für Angèle und Tony
- 2012: Étoile d’Or, Bestes Erstlingswerk, für Angèle und Tony